# Dennis Lipscomb
Dennis Lipscomb (* 1. März 1942 in Westbury, New York; † 30. Juli 2014) war ein US-amerikanischer Schauspieler in Film, Fernsehen und Theater.

## Leben
Lipscomb war ein Nebendarsteller in amerikanischen Spielfilmen und Fernsehserien. Eine beachtete Hauptrolle spielte er 1980 an der Seite von Deborah Harry in Nachts in Union City. Im Psychothriller Sister, Sister (1987) verkörperte er den Freund von Charlotte Bonnard (Judith Ivey), an der und derer Schwester (Jennifer Jason Leigh) Matt Rutledge (Eric Stoltz) sich rächen will.

## Filmografie (Auswahl)
- 1980: Nachts in Union City (Union City)
- 1983: Das Tal des Grauens (Eyes of Fire)
- 1983: The Day After – Der Tag danach (The Day After)
- 1983: WarGames – Kriegsspiele (WarGames)
- 1984: Sergeant Waters – Eine Soldatengeschichte (A Soldier’s Story)
- 1985: Blue Yonder – Flug in die Vergangenheit (The Blue Yonder)
- 1986: Crossroads – Pakt mit dem Teufel (Crossroads)
- 1987: Rückkehr des Unbegreiflichen (Retribution)
- 1987: Sister, Sister
- 1990: Pentagramm – Die Macht des Bösen (The First Power)
- 1992: Alarmstufe: Rot (Under Siege)
- 1993: Undercover Blues – Ein absolut cooles Trio (Undercover Blues)
- 1993/1998: Diagnose: Mord (Diagnosis: Murder)
- 1994: Akte X – Die unheimlichen Fälle des FBI (The X-Files, Fernsehserie, eine Folge)
- 2001: Out of Time – Der tödliche Auftrag (Firetrap)
- 2001: The Medicine Show